# 中国民主建国会海南省委员会
中国民主建国会海南省委员会，简称民建海南省委、海南民建，是中国民主建国会在海南省的地方组织。